# Mama (minialbum)
MAMA – debiutancki minialbum grup EXO-K i EXO-M, wydany 9 kwietnia 2012 roku przez wytwórnię SM Entertainment. Minialbum ukazał się w dwóch wersjach językowych: edycji koreańskiej EXO-K i mandaryńskiej EXO-M. Zadebiutował na 1 pozycji na liście Gaon Chart.
Minialbum został wyprodukowany przez Lee Soo-man, który jest również głównym producentem grupy. Tytuł dla płyty jest koreańskim terminem, którego używa się wobec osoby z rodziny królewskiej, podobnym do „Wasza Wysokość” lub „Wasza Królewska Mość”. Tytułowy singel MAMA został napisany przez Yoo Young-jina, który jest również współautorem dwóch innych singli z minialbumu: What Is Love i History.

## Lista utworów
| CD (EXO-K) |                                                                                  |                  |      |
| Nr         | Tytuł                                                                            | Słowa            | Czas |
| 1.         | "MAMA" (kor. 마마)                                                               | Yoo Young-jin    | 4:31 |
| 2.         | "What Is Love"                                                                   | Yoo Young-jin    | 4:22 |
| 3.         | "History"                                                                        | Yoo Young-jin    | 3:32 |
| 4.         | "Neoui Sesang-euro (Angel)" (kor. 너의 세상으로 (Angel))                         | Jo Yoon-gyeong   | 3:01 |
| 5.         | "Du Gaeui Dari Ddeuneun Bam (Two Moons)" (kor. 두 개의 달이 뜨는 밤 (Two Moons)) | Misfit           | 3:03 |
| 6.         | "Machine"                                                                        | Misfit           | 3:26 |
| CD (EXO-M) |                                                                                  |                  |      |
| Nr         | Tytuł                                                                            | Słowa            | Czas |
| 1.         | "MAMA" (kor. 마마)                                                               | Wang Yajun       | 4:31 |
| 2.         | "What Is Love"                                                                   | Han Kilin        | 4:22 |
| 3.         | "History"                                                                        | Liu Yuan         | 3:32 |
| 4.         | "Nǐ De Shìjiè (Angel)" (chiń. 你的世界 (Angel))                                  | Michie, Liu Yuan | 3:01 |
| 5.         | "Shuāng Yuè Zhī Yè (Two Moons)" (chiń. 双月之夜 (Two Moons))                     | T-Crash          | 3:03 |
| 6.         | "Machine"                                                                        | Zhou Weijie      | 3:26 |

## Notowania
| Lista                            | Najwyższa pozycja |
| -------------------------------- | ----------------- |
| Gaon Weekly Album Chart          | 1                 |
| Gaon Monthly Album Chart         | 1                 |
| Gaon Yearly Album Chart          | 7                 |
| Sino Chart                       | 17                |
| Japan Oricon Weekly Albums Chart | 33                |
| Billboard World Albums Chart     | 8                 |

| Lista                                 | Najwyższa pozycja |
| ------------------------------------- | ----------------- |
| Gaon Weekly Album Chart               | 6                 |
| Gaon Monthly Album Chart              | 6                 |
| Gaon Yearly Album Chart               | 16                |
| Gaon International Yearly Album Chart | 1                 |
| Sino Chart                            | 7                 |
| Japan Oricon Weekly Albums Chart      | 63                |
| Billboard World Albums Chart          | 12                |

## Sprzedaż
| Ranking                   | Sprzedaż                |
| ------------------------- | ----------------------- |
| Japonia (Oricon)          | 10485 (wer. chińska)    |
| Japonia (Oricon)          | 35771 (wer. koreańska)  |
| Korea Południowa (Hanteo) | 85800 (wer. chińska)    |
| Korea Południowa (Hanteo) | 150300 (wer. koreańska) |
| Korea Południowa (Gaon)   | 186830 (wer. chińska)   |
| Korea Południowa (Gaon)   | 290733 (wer. koreańska) |